# Mahogany Rush
Pour les articles homonymes, voir Mahogany.
Mahogany Rush est un groupe de rock canadien mené par le guitariste Frank Marino. Le groupe a eu son pic de popularité dans les années 1970, en jouant dans des festivals tels que California Jam II, aux côtés de groupes comme Aerosmith, Ted Nugent et Heart.

## Discographie
- 1972: Maxoom
- 1974: Child of the Novelty
- 1975: Strange Universe
- 1976: Mahogany Rush IV
- 1977: World Anthem
- 1979: Tales of the Unexpected
- 1980: What's Next
- 1981: The Power of Rock N' Roll
- 1982: Juggernaut
- 1986: Full Circle
- 1990: From the Hip
- 2000: Eye of the Storm